# Liste de statues d'Erevan
La liste de statues d'Erevan regroupe l'ensemble des statues de la ville d'Erevan en Arménie. Cette liste se veut aussi exhaustive que possible.

## Liste de statues
| Article détaillée (personnalité représentée)   | Année d'installation | Emplacement approximatif                      | Sculpteur-sculptrice                      | Architecte                                 | Illustration |
| ---------------------------------------------- | -------------------- | --------------------------------------------- | ----------------------------------------- | ------------------------------------------ | ------------ |
| Stepan Chahoumian                              | 1931                 | Place Stepan-Shahumyan, Kentron               | Serguei Merkurov                          | Ivan Joltovski                             |              |
| Khatchatour Abovian                            | 1933                 | musée Khatchatour-Abovian                     | Andreas Ter-Marukyan                      |                                            |              |
| Alexandre Pouchkine                            | 1949                 | Kentron                                       | Grigor Aharonyan                          |                                            |              |
| Khatchatour Abovian                            | 1950                 | Place Khatchatour-Abovian, Kentron            | Suren Stepnanyan                          | Gevorg Tamanyan                            |              |
| Nelson Stepanian                               | 1950                 | Parc des Enfants                              | Ara Sargsyan                              | Grigor Aghababayan                         |              |
| Ghazaros Aghayan                               | 1955                 | Rue Kyevian                                   | Yerem Vardanyan                           | sp                                         |              |
| Komitas                                        | 1955                 | Panthéon Komitas                              | Ara Harutyunyan                           | Grigor Aghababayan                         |              |
| Nar-Dos                                        | 1956                 | rue Ervand-Kotchar, Kentron                   | S. Manasyan                               |                                            |              |
| Hunan Avétissian                               | 1956                 | rue Bagratunyats                              | Theresa Mirzoyan                          | Eduard Sarapyan                            |              |
| Anton Tchekhov                                 | 1956                 | Avenue Baghramyan Avenue, Kentron             | Grigor Aharonyan                          | Eduard Sarapyan                            |              |
| Simon Zakiyan                                  | 1957                 | Parc des Enfants, Kentron                     | Ara Harutyunyan                           | S. Nersisiyan                              |              |
| Stepan Chahoumian                              | 1957                 | Avenue Mashtots, Kentron                      | Sargis Baghdasaryan                       | Jim Torosian                               |              |
| Hovhannès Toumanian                            | 1957                 | Place de la Liberté, Kentron                  | Ara Sargsyan                              | Grigor Aghababayan                         |              |
| Alexandre Spendarian                           | 1957                 | Place de la Liberté, Kentron                  | Ghoukas Tchoubarian, Ara Sargsyan         | Feniks Darbinyan, Grigor Aghababayan       |              |
| Alexander Shirvanzade                          | 1958                 | Avenue Komitas                                | Ara Harutyunyan                           | Feniks Darbinyan                           |              |
| Statue de David de Sassoun                     | 1959                 | Place Sasuntsi Davit, devant la gare d'Erevan | Ervand Kotchar                            | Mikael Mazmanyan                           |              |
| Aghasi Khanjian                                | 1961                 | Panthéon Komitas                              | Nikoghayos Nikoghosyan                    | Grigor Aghababayan                         |              |
| Sayat-Nova                                     | 1963                 | Kentron                                       | Ara Harutyunyan                           | Eduard Sarapyan                            |              |
| Anania de Shirak                               | 1963                 | Matenadaran                                   | Grigor Badalyan                           |                                            |              |
| Vahan Térian                                   | 1964                 | Avenue Tigran Mets                            | Arsham Shahinyan                          | B. Harutyunyan                             |              |
| Moïse de Khorène                               | 1965                 | Matenadaran                                   | Yerem Vardanyan                           |                                            |              |
| Michael Nalbandian                             | 1965                 | Rue Nalbandian, Kentron                       | Nikaghayos Nikoghosyan                    | Jim Torosian                               |              |
| Statue d'Avetik Issahakian                     | 1965                 | Rue Abovian, Kentron                          | Sargis Baghdasaryan                       | Liparit Madoyan                            |              |
| Hagop Baronian                                 | 1965                 | Kanaker-Zeytun                                | Sargis Baghdasaryan                       |                                            |              |
| Mesrop Machtots                                | 1967                 | Matenadaran                                   | Ghukas Chubaryan                          |                                            |              |
| Mkhitar Goch                                   | 1967                 | Matenadaran                                   | Ghukas Chubaryan                          |                                            |              |
| Frik                                           | 1967                 | Matenadaran                                   | Suren Nazaryan                            |                                            |              |
| Toros Roslin                                   | 1967                 | Matenadaran                                   | Arsham Shahinyan                          |                                            |              |
| Grégoire de Tatev                              | 1967                 | Matenadaran                                   | Adibek Grigoryan                          |                                            |              |
| Stepan Chahoumian                              | 1970                 | Malatia-Sebastia                              | Friedrich Soghoyan                        |                                            |              |
| Hratchia Adjarian                              | 1970                 | Rue Koryun, Kentron                           | Rafayel Yekmalyan, Hovhannes Hovhannisyan |                                            |              |
| Liparit Mkhchyan                               | 1971                 | Parc Anglais, Kentron                         | Hovhannes Hovhannisyan                    |                                            |              |
| Daniel Varoujan                                | 1972                 | Malatia-Sebastia                              | Torgom Chorekchyan                        |                                            |              |
| Gabriel Sundukian                              | 1972                 | Parc Anglais, Kentron                         | Ara Harutyunyan                           |                                            |              |
| Levon Orbeli                                   | 1973                 | Arabkir                                       | Gabriel Yeproyan                          |                                            |              |
| Armenak Mnjoyan                                | 1973                 | Arabkir                                       | S. Manasyan, Hovhannes Muradyan           |                                            |              |
| Statue d'Alexandre Tamanian                    | 1974                 | Cascade                                       | Artashes Hovsepyan                        | S. Petrosyan                               |              |
| Alexandre Griboïedov                           | 1974                 | Kentron                                       | Hovhannes Bejanyan                        | Spartak Kndeghtsyan                        |              |
| Nairi Zarian                                   | 1974                 | Arabkir                                       | Nikoghayos Nikoghosyan                    | Jim Torosian                               |              |
| Hayk                                           | 1975                 | Nor Nork                                      | Karlen Nurinjanyan                        |                                            |              |
| Vardan II Mamikonian                           | 1975                 | Kentron                                       | Yervand Kochar                            | Stepan Kyurkchyan                          |              |
| Hayk Gyulikekhvyan                             | 1975                 | Avenue Mashtots , Kentron                     |                                           |                                            |              |
| Haïk Bjichkian                                 | 1977                 | Nor Nork                                      | Suren Nazaryan                            | Sarkis Gurzadyan                           |              |
| Parouir Sévak                                  | 1978                 | Erebuni                                       | Ara Shiraz                                | Jim Torosian                               |              |
| Alexander Miasnikian                           | 1980                 | Kentron                                       | Ara Shiraz                                |                                            |              |
| Tork Angegh                                    | 1982                 | Nor Nork                                      | Karlen Nurinjanyan                        |                                            |              |
| Léon Tolstoï                                   | 1982                 | Arabkir                                       | Levon Tokmajyan                           | Romeo Julhakyan                            |              |
| William Saroyan                                | 1984                 | Panthéon Komitas                              | Ara Shiraz                                | Jim Torosian                               |              |
| Vahagn                                         | 1985                 | Arabkir                                       | Armen Aghalyan, G. Grigoryan              | Varazdat Harutyunyan                       |              |
| Vahagn                                         | 1985                 | Malatia-Sebastia                              | Suren Nazaryan                            | Garry Rashidyan                            |              |
| David Anhaght                                  | 1985                 | Kanaker-Zeytun                                | Serzh Mehrabyan                           | Eduard Safaryan                            |              |
| Yéghiché Tcharents                             | 1985                 | Kentron                                       | Nikoghayos Nikoghosyan                    | Jim Torosian                               |              |
| Martiros Sarian                                | 1986                 | Kentron                                       | Levon Tokmajyan                           | Artur Tarkhanyan                           |              |
| Raffi                                          | 1987                 | Arabkir                                       | Khachatur Iskandaryan                     |                                            |              |
| Hakob Meghapart                                | 1987                 | Kentron                                       | Khachatur Iskandaryan                     |                                            |              |
| Armen Tigranian                                | 1987                 | Kentron                                       | Artashes Hovsepyan                        |                                            |              |
| Statue de Komitas                              | 1988                 | Kentron                                       | Ara Harutyunyan                           | Feniks Darbinyan                           |              |
| Tigran Petrossian                              | 1989                 | Kentron                                       | Ara Shiraz                                | Karlen Ananyan                             |              |
| Hovhannès Chiraz                               | 1989                 | Panthéon Komitas, Shengavit                   | Ara Shiraz                                | Aslan Mkhitaryan                           |              |
| Vahan Tekeyan                                  | 1990                 | Malatia-Sebastia                              | Levon Tokmajyan                           |                                            |              |
| Suren Spandaryan                               | 1990                 | Shengavit                                     | Tom Gevorgyan                             | L. Gevorgyan, G. Harutyunyan, V. Gevorgyan |              |
| Garéguine Njdeh                                | 1990                 | Erebuni                                       | Romik Galstyan                            |                                            |              |
| Statue de Karabala                             | 1991                 | Rue Abovian, Kentron                          | Levon Tokmajyan                           |                                            |              |
| Artur Karapetyan                               | 1993                 | Shengavit                                     | R. Balayan                                |                                            |              |
| Moïse de Khorène                               | 1995                 | Kentron                                       | A. Poghosyan                              |                                            |              |
| José de San Martín                             | 1997                 | Kentron                                       |                                           |                                            |              |
| Leonid Yengibarov                              | 1998                 | Kentron                                       | Levon Tokmajyan                           | Aslan Mkhitaryan                           |              |
| Anania de Shirak                               | 1999                 | université d'État d'Erevan, Kentron           | Aram Gharibyan                            |                                            |              |
| Andranik Ozanian                               | 1999                 | Malatia-Sebastia                              | Rafik Sargsyan                            | Ashot Smbatyan                             |              |
| Aram Khatchatourian                            | 1999                 | Kentron                                       | Yuri Petrosyan                            | Romik Martirosyan                          |              |
| Sergueï Paradjanov                             | 1999                 | Panthéon Komitas, Shengavit                   | Ara Shiraz                                | Aslan Mkhitaryan                           |              |
| Tiridate IV d'Arménie                          | 2000                 | Malatia-Sebastia                              | Rafik Sargsyan                            |                                            |              |
| Noé                                            | 2000                 | Kentron                                       | Levon Tokmajyan                           |                                            |              |
| Tigrane II d'Arménie                           | 2000                 | Kentron                                       | Levon Tokmajyan                           |                                            |              |
| William Saroyan                                | 2000                 | Ajapnyak                                      | Tigran Arzumanyan                         |                                            |              |
| Vahan Terian                                   | 2000                 | Kentron                                       | Norayr Karganyan                          | Hamlet Khachatryan                         |              |
| Andreï Sakharov                                | 2001                 | Kentron                                       | Tigran Arzumanyan                         | Levon Ghalumyan                            |              |
| Vahan Zatikyan                                 | 2001                 | Malatia-Sebastia                              | Rafik Sargsyan                            | Ashot Smbatyan                             |              |
| Andranik Ozanian                               | 2002                 | Kentron                                       | Ara Shiraz                                | Aslan Mkhitaryan                           |              |
| Argishti Ier                                   | 2002                 | Erebuni                                       | Levon Tokmajyan                           | Eduard Baroyan                             |              |
| Grigor Narekatsi                               | 2002                 | Malatia-Sebastia                              | Serzh Mehrabyan                           | Ashot Smbatyan                             |              |
| Sahak Ier Parthev et Mesrop Mashtots           | 2002                 | Kentron                                       | Ara Sargsyan                              | Romeo Julhakyan                            |              |
| Ivan Aïvazovski                                | 2003                 | Kentron                                       | Yuri Petrosyan                            | Stepan Kyurkchyan                          |              |
| Soghomon Tehlirian                             | 2003                 | Ajapnyak                                      | Levon Tokmajyan                           |                                            |              |
| Statue d'Arno Babadjanian                      | 2003                 | Kentron                                       | Davit Bejanyan                            | Levon Igityan                              |              |
| Hovhannes Bagramian                            | 2003                 | Kentron                                       | Norayr Karaganyan                         |                                            |              |
| Daniel Varoujan                                | 2003                 | Malatia-Sebastia                              | A. Avetisyan                              |                                            |              |
| Tigrane II d'Arménie                           | 2004                 | Nor Nork                                      | Levon Tokmajyan                           | Razmik Ohanyan                             |              |
| Harutyun Shmavonyan                            | 2004                 | Kentron                                       | Levon Tokmajyan                           |                                            |              |
| Ivan Isakov                                    | 2005                 | Kentron                                       | Gevorg Gevorgyan, Robert Balasanyan       | Levon Mkrtchyan                            |              |
| Lord Byron                                     | 2004                 | Nor Nork                                      | Hrazdan Tokmajyan                         |                                            |              |
| Franz Werfel                                   | 2004                 |                                               | A. Avetisyan                              |                                            |              |
| Hovhannes Shiraz                               | 2005                 | Malatia-Sebastia                              | Ara Shiraz                                | Ashot Smbatyan                             |              |
| Minas Avetisyan                                | 2005                 | Kanaker-Zeytun                                | Gevorg Gevorgyan, Robert Balayan          |                                            |              |
| Andranik                                       | 2006                 | Shengavit                                     |                                           |                                            |              |
| Sevkaretsi Sako                                | 2006                 | Shengavit                                     |                                           |                                            |              |
| Tigran Petrosian                               | 2006                 | rue Tigran-Petrossian                         | Norayr Karganyan                          |                                            |              |
| Kahlil Gibran                                  | 2007                 | rue de Beirouth, Kentron                      | Levon Tokmajyan                           |                                            |              |
| Kevork Chavush,                                | 2007                 | Ajapnyak                                      | Levon Tokmajyan                           | Zhirayr Petrosyan                          |              |
| Monte Melkonian                                | 2007                 | Parc de la Victoire                           |                                           |                                            |              |
| Tsovinar, la naissance de Sanasar et Baghdasar | 2008                 | Parc Vahagn Davtyan, Arabkir                  | Vigen Avetis                              |                                            |              |
| Statue de William Saroyan                      | 2008                 | Kentron                                       | David Erevantzi                           | Ruben Hasratyan, Levon Igityan             |              |
| Aram Manukian                                  | 2009                 | Kentron                                       | Levon Tokmajyan                           |                                            |              |
| Sayat-Nova                                     | 2009                 | Kentron                                       | Toros Raskelenyan                         |                                            |              |
| Viktor Hambardzumyan                           | 2009                 | Kentron                                       | Tariel Hakopyan                           | Hayk Asatryan                              |              |
| Vahagn Davtyan                                 | 2010                 | Parc Vahagn Davtyan, Arabkir                  | Levon Tokmajyan                           |                                            |              |
| Gevorg Emin                                    | 2010                 | Parc des Ammoureux, Kentron                   | Ashot Aramyan                             |                                            |              |
| Fridtjof Nansen                                | 2011                 | Kentron                                       | Garegin Davtyan                           |                                            |              |
| Jules Bastien-Lepage                           | 2011                 | Place de France, Kentron                      | Auguste Rodin                             |                                            |              |
| Léonard de Vinci                               | 2011                 | Kentron                                       | Dino de Ranieri                           |                                            |              |
| Alexander Mantashev                            | 2012                 | rue Abovian, Kentron                          | Tigran Arzumanyan                         |                                            |              |
| Vahram Papazyan                                | 2012                 | rue Vahram-Papazyan, Arabkir                  | Levon Tokmajyan                           |                                            |              |
| Garo Kahkejian                                 | 2013                 | rue Arshakunyats, Kentron                     |                                           |                                            |              |
| Gurgen Margaryan                               | 2013                 | rue de Léningrad, Malatia-Sebastia            |                                           |                                            |              |
| Anton Kochinyan                                | 2013                 | Rue Anton-Kochinyan, Kentron                  | Tigran Arzumanyan                         |                                            |              |
| Fridtjof Nansen                                | 2013                 | Parc Fridtjof-Nansen                          |                                           | Albert Sokhikyan                           |              |
| Movses Gorgisyan                               | 2014                 | Parc Movses Gorgisyan                         | Hayk Tokmajyan                            |                                            |              |
| Avag Petrosyan                                 | 2014                 | Rue Avag Petrosyan, Kentron                   | Tigran Arzumanyan                         | Levon Ghalumyan                            |              |
| Calouste Gulbenkian                            | 2014                 | Rue Calouste-Gulbenkian                       | Garegin Davtyan                           |                                            |              |

### Liste de statues «décoratives»
| Nom (article détaillé) | Année d'installation | Emplacement approximatif   | Sculpteur-sculptrice   | Architecte          | Illustration |  |
| --- | -------------------- | -------------------------- | ---------------------- | ------------------- | ------------ |  |
| Mains de l'Amitié entre Carrare et Erevan | 1965                 | Kentron                    | Ara Harutyunyan        |                     |              |  |
| Melody | 1965                 | Kentron                    | Sargis Baghdasaryan    |                     |              |  |
| Mère Arménie | 1967                 | Kanaker-Zeytun             | Ara Harutyunyan        | Rafael Israelyan    |              |  |
| Rebirth | 1970                 | Kentron                    | Ruzan Kyurkchyan       |                     |              |  |
| Waiting | 1970                 | Kentron                    | Stepan Taryan          |                     |              |  |
| Le Vendeur d'eau | 1970                 | Kentron district           | Hovhannes Bejanyan     | Spartak Kndeghtsyan |              |  |
| Hypernetic's Muse | 1972                 | Arabkir                    | Yervand Kochar         |                     |              |  |
| 1973 | Anouch et Saro       | Ajapnyak                   | Levon Tokmajyan        |                     |              |  |
| La Fille de Van | 1975                 | Rue Abovian, Kentron       | Hripsimé Simonyan      |                     |              |  |
| Nor Arabkir | 1975                 | Arabkir                    | Spartak Kndeghtsyan    |                     |              |  |
| Pepo | 1976                 | Parc Anglais, Kentron      | Grigor Aharonyan       | Mark Grigoryan      |              |  |
| Maternité | 1982                 | Avenue Mashtots, Kentron   | Yuri Minasyan          |                     |              |  |
| Mountain Dance | 1984                 | Kentron                    | Tigran Arzumanyan      | Ashot Aleksanyan    |              |  |
| Revived Armenia (Arménie ressuscitée) | 1985                 | Kentron                    | Khoren Ter-Harutyunyan |                     |              |  |
| The Woman from Karabakh (La Femme du Karabagh) | 1985                 | Opéra d'Erevan, Kentron    | Davit Yerevantsi       |                     |              |  |
| Loretsi Sako | 1986                 | Ajapnyak                   | Sargis Baghdasaryan    |                     |              |  |
| Peace | 1986                 | Malatia-Sebastia           | Suren Nazaryan         |                     |              |  |
| Phoenix | 1990                 | Kentron                    | William Petrosyan      |                     |              |  |
| Angel | 1994                 | Kentron                    | Hovhannes Muradyan     |                     |              |  |
| Fire Dance (Lilith) | 1994                 | Place d'Uruguay, Kentron   | William Petrosyan      |                     |              |  |
| Jaguar | 1994                 | Kentron                    | William Petrosyan      |                     |              |  |
| Prometheus | 2001                 | Kentron                    | Yuri Petrosyan         |                     |              |  |
| Chat | 2002                 | Rue Tamanian               | Fernando Botero        |                     |              |  |
| Guerrier Romain | 2002                 | Rue Tamanian               | Fernando Botero        |                     |              |  |
| Mother Arisen from Ashes | 2002                 | Tsitsernakaberd            | Rostam Avetisyan       |                     |              |  |
| Melancholia | 2003                 | Kentron                    | Yervand Kochar         | Ashot Karapetyan    |              |  |
| Les Hommes Groupe statuaire représentant les acteurs du film Tghamardik (rôles entre parenthèses) : Frounzik Mkrtchian (Suren), Azat Sherents (Vazgen), Avetik Gevorgyan (Aram) et Armen Ayvazyan (Sako) | 2007                 | Parc Sarian, Kentron       | David Minassian        |                     |              |  |
| Armenuhi | 2009                 | Parc des Amoureux, Kentron | Hripsime Simonyan      |                     |              |  |
| Eternal Conduct | 2012                 | Kentron                    | Davit Yerevantsi       | Ruben Hasratyan     |              |  |
| Smoking Woman | 2012                 | Rue Tamanian               | Fernando Botero        |                     |              |  |

## Liste de statues disparues
| Article détaillée (personnalité représentée) | Début-fin          | Emplacement approximatif                                                 | Sculpteur-sculptrice  | Architecte       | Illustration |
| -------------------------------------------- | ------------------ | ------------------------------------------------------------------------ | --------------------- | ---------------- | ------------ |
| Catherine II de Russie                       | 1896 - années 1930 | Près de l'ancienne Cathédrale Saint-Nicolas d'Erevan                     | Alexandre Opekouchine |                  |              |
| Meshadi Azizbekov (en)                       | 1932 – 1988        | Actuelle Place Sakharov                                                  | Suren Stepanyan       |                  |              |
| Ghukas Ghukasyan                             | 1935 - années 1990 | Près de l'université d'État d'Erevan                                     | Suren Stepanyan       | Hayk Asatryan    |              |
| Lénine                                       | 1940 – 1991        | Place de la République                                                   | Serguei Merkurov      | Levon Vardanyan  |              |
| Staline                                      | 1950 – 1962        | À l'emplacement de Mère Arménie, sculpture monumentale qui l'a remplacée | Serguei Merkurov      | Rafael Israelyan |              |
| Karl Marx                                    | 1962 – 1990        | Près de l'université d'État d'ingénierie d'Arménie                       | Artashes Hovsepyan    | Seda Petrosyan   |              |
| Kamo                                         | ? - années 1990    | Avenue Baghramyan                                                        | L. Apresyan           | E. Papyan        |              |
| Gloire au travail (sculpture)                | 1982 - années 1990 | Intersection de l'Avenue Arshakunyats et de la rue Bagratunyats          | Ara Harutyunyan       |                  |              |